# Arte France
« La 7 » redirige ici. Pour la chaîne de télévision espagnole de la région de Murcie, voir La 7 (Murcie).
 (juin 2025).
Si vous disposez d'ouvrages ou d'articles de référence ou si vous connaissez des sites web de qualité traitant du thème abordé ici, merci de compléter l'article en donnant les références utiles à sa vérifiabilité et en les liant à la section « Notes et références ».
Arte France est une société française d’édition de programmes de télévision créée le 27 février 1986 sous le nom La Sept. Devenue le pôle français de la chaîne franco-allemande Arte à la création de cette dernière le 30 avril 1991, elle prend le nom La Sept-Arte le 27 septembre 1993, puis son nom actuel le 1er août 2000.
La société possède des filiales dans le cinéma avec Arte France Cinéma, la radio avec Arte Radio, l’édition (livre ou multimédia), ainsi que dans la production avec Arte France Développement. Elle a également participé ou participe encore au financement de chaînes françaises et internationales telle que TV5 Monde.

## Histoire de la société

### La Sept (1986-1992)

Logo de La Sept (du 31 mai 1989 au 25 avril 1992).

#### Projet
Dans les années 1980, le paysage audiovisuel français est en plein bouleversement avec une libéralisation menant à l’apparition d’opérateurs privés (Canal+, La Cinq, TV6 et TF1). Dès 1984, François Mitterrand, alors président de la République, a l’idée d’une chaîne culturelle et éducative à vocation européenne. Le 14 novembre 1984, Georges Fillioud, secrétaire d’État chargé des Techniques de la communication dans le gouvernement Laurent Fabius, charge Pierre Desgraupes, ancien PDG d’Antenne 2, d’imaginer un nouveau programme de télévision publique de dimension européenne destiné à être diffusé par le futur satellite TDF 1. En juin 1985, Desgraupes remet le rapport de la chaîne culturelle européenne « Canal 1 »,. Le mois suivant, le gouvernement annonce la création d’une nouvelle chaîne de service public inspirée du rapport.
Le 27 février 1986, La Sept, pour « Société d’Édition de Programmes de Télévision », est créée. Elle est détenue à 45 % par FR3, à 25 % par l’État français, à 15 % par Radio France et à 15 % par l’INA. Bernard Faivre d’Arcier est le président du directoire jusqu’à l’automne où il se voit remplacé par Georges Duby, historien au Collège de France. En novembre 1986, la société se dote d’un Comité des programmes ouvert aux représentants des chaînes publiques européennes. Le 23 mars 1987, La Sept signe un premier accord de coopération avec la ZDF (Allemagne). Entre 1987 et 1988, de nombreux autres accords sont signés avec l’ARD (Allemagne), la RTBF (Belgique), la SSR (Suisse), la Danmarks Radio (Danemark), la SVT (Suède), Channel 4 (Royaume-Uni), l’ORF (Autriche), la RTVE (Espagne) et l’ERT (Grèce).
Le 14 mars 1989, La Sept devient la « Société européenne de programmes de télévision » et change de statut pour devenir diffuseur en plus de producteur de programmes,. En avril, elle reçoit l’autorisation du CSA d’émettre sur un canal du satellite TDF 1.

#### Le Consortium européen pour la télévision commerciale
Créé en mars 1986 et né de la volonté de diverses productions européennes de travailler ensemble, le Consortium européen pour la télévision commerciale réunit la Fininvest, Robert Maxwell, Beta Taurus et la SEPC (holding des participations françaises au capital de la Cinq). Au départ, il doit gérer la diffusion satellitaire de La Cinq et de La Sept, la future chaîne culturelle via TDF 1,,. Mais le gouvernement Chirac met fin à ce projet.

#### Début de la diffusion
1989 : début de diffusion, via le satellite TDF 1, le 31 mai 1989, touchant un nombre de téléspectateurs très réduit. Puis s’ajoute la diffusion via les réseaux câblés européens et les réseaux hertziens d’Europe de l’Est à la suite d’accords passés par la chaine.
1990 : augmentation importante de la couverture de La Sept par la reprise de ses programmes sur FR3 le samedi de 15h à minuit, à la demande de Jérôme Clément, président de La Sept du 3 février 1990 au 25 avril 1992, dans le cadre de La Sept sur la 3.

#### Programmes emblématiques
- Histoire parallèle, série de Marc Ferro,
- Palettes, série d’Alain Jaubert,
- Tours du monde, tours du ciel, série de Robert Pansard-Besson,
- Le dessous des cartes, série de Jean-Christophe Victor,
- Océaniques, série de Pierre-André Boutang,
- Les Documents interdits,
- La Ville Louvre, documentaire de Nicolas Philibert.

### Intégration dans Arte (1990-1992)
Le 2 octobre 1990, à la veille de la réunification allemande, un traité interétatique entre la France et les onze länder allemands établissant les fondements d’une Chaîne Culturelle Européenne (CCE) est signé à Berlin. Le 30 avril 1991, la chaîne « Arte », pour « Association relative à la télévision européenne », est créée sous la forme d’un groupement européen d’intérêt économique (GEIE). Le groupement est composé de deux pôles paritaires : La Sept en France et Arte Deutschland TV GmbH en Allemagne.
Le 4 septembre 1991, La Sept crée La Sept Cinéma, une société de production cinématographique. En juillet 1992, elle fonde La Sept Vidéo, une société de production, d’édition et de commercialisation de vidéos.
Le 30 mai 1992, Arte commence sa diffusion par câble et satellite lors d’une soirée spéciale en direct de l’Opéra de Strasbourg. Le 28 septembre 1992, la chaîne étend sa visibilité en France en récupérant le 5e réseau hertzien terrestre français, jusqu’alors attribué à La Cinq qui vient de faire faillite. La Sept a perdu son rôle de diffuseur et n’est plus qu’une société d’édition de programmes de télévision intégrée à Arte.

### La Sept-Arte (1993-2000)

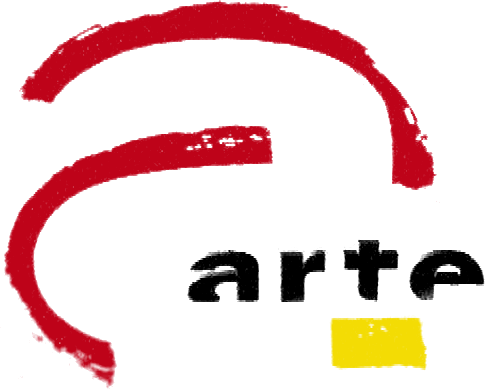
Logo de La Sept-Arte du 30 mai 1992 au 2 janvier 1995

Le 27 septembre 1993, La Sept change de nom pour celui de « La Sept-Arte ».
En mai 1994, La Sept-Arte lance Arte Éditions, qui doit prolonger les programmes de la chaîne dans le domaine du livre et du multimédia.
En 1994, une nouvelle chaîne publique voit le jour : La Cinquième. Le ministre de la Communication Nicolas Sarkozy impose alors la création le 1er décembre 1994 d’un groupement d’intérêt économique (GIE) incluant La Sept-Arte et La Cinquième afin de faire des économies. À partir du 13 décembre 1994, les deux chaînes doivent se partager le canal no 5 : La Cinquième diffuse ses programmes de 3 h à 19 h et Arte diffuse les siens le reste du temps,.
Le 24 juin 1996, la chaîne Festival (future France 4) fait ses débuts. La Sept-Arte en est actionnaire à hauteur de 11 %.
Fin 1996, face à l’échec du GIE La Sept-Arte/La Cinquième en termes d’économies, le ministre de la Culture Philippe Douste-Blazy envisage la création d’une nouvelle société dotée d’un budget propre. Cette structure est mise en place par le gouvernement Lionel Jospin après les élections législatives françaises de 1997.
Le 16 juillet 1998, La Sept Cinéma prend le nom d’Arte France Cinéma.
En septembre 1999, La Sept-Arte/La Cinquième devient actionnaire de la chaîne francophone internationale TV5 Monde à hauteur de 12,5 %. TV5 Monde diffuse quelques émissions d’Arte France qu’elle co-produit ou achète et dont elle réalise le sous-titrage en 13 langues.
Au moment de la création du groupe France Télévisions en 2000, le gouvernement Jospin, sa ministre de la Culture et de la Communication Catherine Trautmann et le directeur des chaînes publiques Marc Tessier veulent faire passer le groupement La Sept-Arte /La Cinquième dans le giron de la nouvelle holding publique. Jérôme Clément, président du Comité de gérance d’Arte, obtient avec l’appui des Allemands qu’Arte soit maintenue en dehors de cette holding par un amendement voté au Sénat le 18 janvier 2000. La chaîne reste donc indépendante,,, tandis que La Cinquième intègre France Télévisions le 2 août 2000 et prend le nom de France 5 le 7 janvier 2002.

### Arte France (depuis 2000)
Le 1er août 2000, La Sept-Arte prend le nom d’Arte France. Le 5 mars 2001, La Sept Vidéo change de nom pour celui d’Arte France Développement.
En 2001, Arte France devient actionnaire à 25 % de l’Agence française de coopération médias (CFI), chargée d’aider le développement des médias des pays du Sud. Une convention fixant le cadre de la collaboration est signée entre les deux sociétés le 23 février 2012. En juin 2001, Arte France devient actionnaire à 15 % de la nouvelle chaîne culturelle canadienne francophone ARTV. Elle revend sa participation à Radio Canada le 14 mars 2015.
En septembre 2002, Arte France lance Arte Radio, une webradio à la demande qui propose des formats courts (reportages, documentaires, créations sonores...).
En 2008, lors de création de la holding Audiovisuel extérieur de la France (AEF), Arte France réduit sa participation dans TV5 Monde à moins de 4 %.
Début juillet 2020, la présidente Véronique Cayla doit quitter son poste alors qu’elle arrive en fin de carrière à 70 ans. Bruno Patino est nommé à sa place à la tête d’Arte France.

### Identité graphique
Le premier habillage, conçu par Hélène Guétary, met en scène des personnages insolites, telles des sœurs jumelles, ou des moutons qui occupent les nuits de la chaîne pendant plus de 15 ans pour accompagner les téléspectateurs dans leur sommeil. Cet interlude bénéficie d’une reconnaissance remarquable et a même été commercialisé en vidéocassette. Radio Nova signe la bande-son.
En janvier 1995, la chaîne change d’habillage et de charte graphique conçus par l’agence britannique Lambie-Naim & Company. La typographie du logo évolue pour être plus lisible, opte pour une couleur orange et s’affiche à l’écran avec un angle à 4 degrés.
En janvier 2001, Arte lance un nouvel habillage signé de l’agence Razorfish. Les jingles identitaires mettent en scène des personnages de la vie quotidienne dans un esprit zen.
Le 3 janvier 2004, la chaîne lance un nouvel habillage plus dynamique, signé de l’agence allemande Velvet Mediendesign, qui a pour thème la « curiosité », d’où son nouveau slogan « Vivons curieux ». Les jingles identitaires mettent en scène des personnages dans des situations de curiosité. La bande son est toujours conçue par Nova Prod, sous la direction artistique de Catherine Lagarde.
Pour les vacances de Noël 2005, Hélène Guétary réalise un habillage mettant en scène des personnages de toutes origines chantant des chansons de Noël dans leurs langues et dans leurs tenues de fête traditionnelles.
Avec les nouvelles technologies, Arte doit évoluer son mode de diffusion numérique. Par conséquent, la chaîne lance le 6 septembre 2008 un habillage revisité par l’agence Luxlotusliner réalisé en 16/9 et en haute définition. Chaque jingle montre un visage d’homme, de femme ou d’enfant regardant face à la caméra, tel un portrait photographique. La musique est signée Tibo Javoy et Keren Ann et supervisée par Nova Prod.
Le 28 février 2011, Arte met en place un nouvel habillage et un logo qui se pare d’une couleur rouge tout en gardant sa forme.
Le 25 mars 2017, la chaîne lance un nouvel habillage réalisé par l’agence britannique The Partners en coopération avec Lambie-Nairn. Le logo conserve sa forme et sa couleur, mais il s’affiche désormais en verticale et apparaît comme un aimant à l’écran.

Logo de La Sept du 31 mai 1989 au 30 mai 1992.
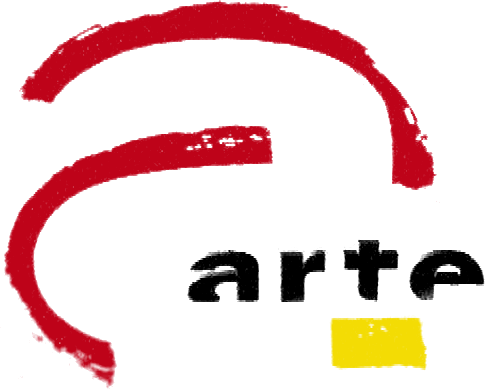
Logo de La Sept-Arte du 30 mai 1992 au 2 janvier 1995
Ancien logo du 2 janvier 1995 au 3 janvier 2004.
Ancien logo du 3 janvier 2004 au 28 février 2011.
Ancien logo d'Arte du 28 février 2011 au 25 mars 2017.
Logo tourné à 90° depuis le 25 mars 2017.

## Organisation

### Dirigeants

#### Le Directoire
Le Directoire assure la gestion de la société. Il est composé de trois membres nommés pour cinq ans : le président, le directeur général et le directeur de la gestion et de la coordination.
Présidents :
- Bernard Faivre d'Arcier : février 1986 - octobre 1986[4] ;
- Georges Duby : octobre 1986[30] - janvier 1989 ;
- Jérôme Clément[N 1] : janvier 1989 - 21 mars 2011 ;
- Véronique Cayla[N 2] : 22 mars 2011 - 4 juillet 2020[31].
- Bruno Patino[N 3] : depuis le 5 juillet 2020.

Directeurs généraux :
- Victor Rocaries[N 4] : 1992 - 1993
- Hélène Font : 1993 - 19 mars 2001
- Jean Rozat : 20 mars 2001 - 22 mars 2011
- Anne Durupty[N 5] : 23 mars 2011 - 31 juillet 2018[32]
- Régine Hatchondo : 1er août 2018 - 21 octobre 2020
- Frédéric Béreyziat : depuis le 22 octobre 2020

#### Le Conseil de surveillance
Le Conseil de surveillance décide des grandes orientations stratégiques et économiques. Il contrôle et nomme les membres du Directoire. Il est composé de onze membres qui se réunissent quatre fois par an.
Présidents du conseil de surveillance :
- Georges Duby : mars 1989 – 30 juin 1993 ;
- Bernard-Henri Lévy : depuis le 1er juillet 1993[33].

Vice-présidents :
- Michel Guy : 1989[34] - 1991 ;
- Daniel Toscan du Plantier[N 6] : 1991 - 11 février 2003[35] ;
- Nicolas Seydoux[N 7] : depuis avril 2003[36].

### Mission
Arte France, comme Arte Deutschland TV GmbH, est chargée de concevoir, produire et acheter des programmes pour alimenter la grille d’Arte. Les deux pôles doivent fournir respectivement 40 % des programmes et les chaînes européennes partenaires les 20 % restants.

### Capital
Le capital d’Arte France est détenu conjointement par des entreprises publiques ou des organismes d’État :
- France Télévisions (45 %)
- État français (25 %)
- Radio France (15 %)
- INA (15 %)

### Siège social
Le siège d’Arte France se situe au 8 rue Marceau à Issy-les-Moulineaux, dans les Hauts-de-Seine.

### Budget
Le budget 2016 s’élève à 270,15 millions d’€. Les recettes comprennent essentiellement la contribution audiovisuelle publique : 264,5 M d’€. Les dépenses principales sont la production et l’achat de programmes : 149,25 M d’€, la subvention à Arte GEIE : 63,64 M d’€.

## Activités

### Télévision
Arte France participe au capital de plusieurs chaînes de télévision en France et à l’international :
- Arte, chaîne franco-allemande à vocation culturelle européenne
Détenue à parité par Arte France et Arte Deutschland TV GmbH ;
- TV5 Monde, chaîne francophone internationale créée le 2 janvier 1984
Arte France est actionnaire à 12,5 % depuis 1999, sa participation étant réduite à 3,29 % en 2008.

Elle a également été par le passé au capital de plusieurs chaînes :
- Arte Belgique, version belge d’Arte diffusée du 25 septembre 2006 à 2015 ;
- Festival, chaîne thématique créée le 24 juin 1996 et remplacée par France 4 le 30 mars 2005
Arte France est actionnaire à 11 % jusqu’à sa disparition ;
- ICI ARTV (ex-ARTV), chaîne culturelle québécoise créée le 1er septembre 2001
Arte France est actionnaire à 15 % à sa création et revend sa participation le 14 mars 2015.

### Radio
- Arte Radio, webradio à la demande créée en septembre 2002 qui propose des formats courts (reportages, documentaires, créations sonores…) dans sa sonothèque.

### Production et autres
- Arte France Cinéma (ex-La Sept Cinéma), société de production cinématographique créée le 4 septembre 1991 ;
- Arte France Développement (ex-La Sept Vidéo), société créée en 1992 qui regroupe :
  - Arte Studio, société proposant des moyens de conception, la réalisation et production de projets audiovisuels ;
  - Arte Éditions, société d’édition et de commercialisation de livres, DVD, CD et BD, créée en mai 1994 ;